# آنا مارتينيز (لاعبة كرة يد)
آنا مارتينيز (بالإسبانية: Ana Isabel Martínez Martínez) (7 ديسمبر 1991 في إسبانيا - ) هي لاعبة كرة يد إسبانيا.

## وصلات خارجية
- آنا مارتينيز على موقع الاتحاد الأوروبي لكرة اليد (الإنجليزية)